# 1098
Anul 1098 (MXCVIII) a fost un an obișnuit al calendarului iulian.

## Evenimente
- 9 februarie: Cruciații lui Bohemund de Tarent obțin o victorie asupra lui Ridwan, emirul de Alep, în apropiere de lacul Antiohiei.
- 5-6 martie: Conducătorii cruciați Bohemund de Tarent și Raymond de Saint-Gilles pierd câteva sute de cavaleri în confruntarea din dreptul portului Sf. Simion, de lângă Antiohia.
- 7 martie: Mișcare populară la Edessa împotriva principelui armean Thoros; Balduin du Bourg, fratele lui Godefroy de Bouillon intervine și restabilește situația, devenind conte de Edessa.
- 28 aprilie: Elie de la Fleche, contele de Maine, este capturat într-o ambuscadă de către Robert de Belleme, care îl predă către regele William Rufus; contele de Maine ajunge în închisoarea din Bayeux; venit în sprijinul lui Elie de la Fleche, contele Foulque al V-lea de Anjou, reușește să ocupe Le Mans.
- 24 mai: Ludovic, fiul regelui Filip I al Franței, este înarmat drept cavaler de către Guy de Ponthieu; evenimentul contribuie la difuzarea instituției cavalerești.
- 3 iunie: Se încheie asediul Antiohiei de către cruciați: ca urmare a unei trădări din interiorul zidurilor, Bohemund de Tarent reușește să pătrundă în oraș; populația este masacrată, iar orașul este jefuit.
- 5 iunie: Abia înstăpâniți asupra Antiohiei, cruciații se confruntă cu atacul armatei turce trimise de către Kerbogha, atabegul de Mosul, ajunsă prea târziu pentru a-i mai ajuta pe musulmanii asediați.
- 10 iunie: Câțiva cruciați, printre care contele Etienne de Blois, se retrag din Antiohia; pe drumul de întoarcere, se întâlnesc la Philomelion cu trupele trimise de împăratul Alexios I Comnen în sprijinul cruciaților; dezinformați asupra situației din Antiohia, bizantinii bat în retragere, nu înainte de a devasta teritoriile din Asia Mică, pentru a preîntâmpina o eventuală nouă invazie a selgiucizilor.
- 19 iunie: Detronat anterior de către lombardul Landon al IV-lea la moartea lui Iordan I de Aversa, Richard este restaurat ca principe de Capua cu sprijinul unchiului său, Roger I de Sicilia.
- 28 iunie: Cruciații resping trupele lui Kerbogha; apar disensiuni între cavalerii cruciați, determinate de dorința unora de a se stabili în teritoriile deja cucerite (regatul armean al Ciliciei, principatul de Antiohia, comitatul de Edessa) în contrast cu cea a majorității, militând pentru continuarea marșului asupra Ierusalimului; de asemenea, un alt motiv de sciziune se produce între partizanii lui Bohemund de Tarent, care refuză să recunoască suzeranitatea Bizanțului, și cei ai lui Raymond de Saint-Gilles, care trimite o ambasadă la Alexios I Comnen anunțându-l asupra capturării Antiohiei și invitându-l să preia cucerirea și să se alăture cruciaților în marșul către Țara Sfântă.
- 5 iulie: Papa Urban al II-lea acordă regelui Roger I al Siciliei prerogative de legat apostolic, ca și succesorilor acestuia.
- 14 iulie: Bohemund de Taranto, care deja acționează ca un suveran independent la Antiohia, acordă genovezilor un cartier din oraș și numeroase privilegii comerciale.
- 26 august: Ierusalimul este reluat de către fatimizi de la turcii selgiucizi, declarând orașul ca fiind deschis pentru pelerinii creștini.
- 23 noiembrie: Raymond de Saint-Gilles părăsește Antiohia, pentru a porni pe drumul către Maarat, situat în interiorul Sirie.
- 27 noiembrie: Începe asediul Maaratului de către cruciați.
- 11-12 decembrie: Masacrul care urmează cuceririi orașului Maarat de către cruciați; potrivit cronicarului Raoul din Caen, se înregistrează cazuri de canibalism.

### Nedatate
- februarie: Elie de la Fleche, conte de Maine, reușeșete să respingă trupele regelui William Rufus al Angliei.
- februarie: Generalul bizantin Tatikios, al cărui contingent îi însoțea pe cruciați, părăsește asediul Antiohiei, în urma unor neînțelegeri cu Bohemund de Tarent.
- mai: Conrad, fiul mai mare al împăratului Henric al IV-lea, este declarat decăzut din drepturi de către dieta de la Mainz; urmaș pe tronul imperial este recunoscut un alt fiu al lui Henric al IV-lea, pe nume Henric.
- iunie: Regele William Rufus se îndreaptă împotriva orașului Le Mans, în Maine; se încheie un acord, potrivit căruia William Rufus își menține stăpânirea, în calitate de duce de Normandia, asupra teritoriilor cucerite în Maine; se realizează un schimb de prizonieri, dar deși este eliberat, Elie de la Fleche nu este recunoscut drept conte de Maine de către William al II-lea.
- octombrie: Conciliul de la Bari; eșecul reconcilierii dintre biserica Occidentului și cea a Orientului; Anselm de Canterbury pronunță un discurs asupra purcederii Sfântului Duh, contra grecilor.
- Imperiul bizantin recuperează Smyrna, Efes și Sardis, de la sultanatul selgiucid de Iconium.
- Regele Magnus al III-lea al Norvegiei cucerește insulele Orkney, Hebride și Man.

## Arte, Știință, Literatură și Filozofie
- 21 martie: Este întemeiată abația de Cîteaux de către Ordinul cistercian, condus de Robert de Molesme, bazat în bună măsură pe regulile Sfântului Benedict.

## Înscăunări
- 7 martie: Balduin du Bourg, conte de Edessa (1098-1144).
- 3 iunie: Bohemond de Tarent, ca principe de Antiohia.
- 19 iunie: Richard, prinț normand de Capua.

## Nașteri
- 16 septembrie: Hildegard de Bingen, scriitoare și compozitoare germană (d. 1179).

## Decese
- 9 martie: Thoros, suveran armean din Cilicia (n. ?)
- 1 august: Adhemar de Le Puy, legat papal, la Antiohia (n. ?)
- Balduin al II-lea, conte de Hainaut (n. ?)